# Паралија Ватопедиу
Паралија Ватопедиу (грч. Παραλία Βατοπεδίου) је приморско насељено место у општини Полигирос у периферији Средишња Македонија, Грчка. Према попису из 2021. године било је 18 становника.
Паралија Дионисиу се води као посебно насеље од 2002. године.